# San Aurelio
San Aurelio är en ort i Mexiko.   Den ligger i kommunen Acatzingo och delstaten Puebla, i den sydöstra delen av landet, 150 km öster om huvudstaden Mexico City. San Aurelio ligger 2 117 meter över havet och antalet invånare är 123.
Terrängen runt San Aurelio är huvudsakligen platt, men söderut är den kuperad. Runt San Aurelio är det tätbefolkat, med 319 invånare per kvadratkilometer. Närmaste större samhälle är Tecamachalco, 10,4 km söder om San Aurelio. Trakten runt San Aurelio består till största delen av jordbruksmark.